# 大山西町
大山西町（日语：／ Ōyama-nishichō */?）是東京都板橋區的町名，為未設丁目的單獨町名。
板橋區全域已實施住居表示。

## 地理
位於板橋區東南部。西北鄰大谷口上町，東北接大山町，南連幸町，西通大谷口。川越街道通過町域北邊。町內為住宅與區立小學校。

## 歷史

### 地名由來
因位於大山町西側而命名。

## 交通

### 鐵道
町內無車站，可利用以下路線。
- 東京地下鐵
  - 副都心線、有樂町線：千川站（豐島區要町三丁目）
- 東武鐵道
  - 東武東上線：大山站（大山町與大山東町）

### 巴士
- 國際興業巴士（日语：国際興業バス）※省略出入庫的區間運行系統。
  - 大山
    - 赤51：行經西丘往赤羽站西口、行經陽光城往池袋站東口
    - 光02：往光丘站、行經陽光城往池袋站東口
    - 池55：往小茂根五丁目、行經陽光城往池袋站東口

  - 大山西町
    - 池05：往池袋站西口，往日大醫院

### 道路
- 國道254號（川越街道）
- 東京都道420號鮫洲大山線（日语：東京都道420号鮫洲大山線）

## 施設
- 板橋區立大山小學校（日语：板橋区立大山小学校）
- 東京朝鮮第三初級學校
- 大山西町保育園
- 板橋大山郵便局
- 板橋交通公園：園內保存都電與都營巴士車輛。
  - 都電：東京都交通局7500型7508号
  - 巴士：1975年式五十鈴BU04D（日语：いすゞ・BU）
- 都營大山西町公寓

## 備註
1. ↑  住民基本台帳による町丁目別世帯数及び人口表-東京都板橋区
2. ↑  板橋区教育委員会『いたばしの地名』，1995年3月，P127。